# Vejhaj
Vejhaj (egyszerűsített kínai írással: 威海}) prefektúra szintű város Kínában, Santung tartományban. Lakosainak száma 2 906 548 fő (2020).

## Népesség
| 2010 | 2 804 771 |
| 2020 | 2 906 548 |

## Testvérvárosok
- Szocsi
- Santa Barbara
- Biella
- Cheltenham
- Ube
- Joszu
- Timaru
- Brazzaville
- Navapolack
- Jongszan-ku